# Manglares de Tehuantepec-El Manchón
La ecorregión de manglares de Tehuantepec-El Manchón (WWF ID: NT1435) cubre una serie de bosques de manglares a lo largo de la costa del océano Pacífico en el estado de Chiapas, México. La ecorregión es relativamente grande y continua, con árboles de hasta 25 metros de altura. La región alberga rodales de un tipo de mangle amarillo (Rhizophora harrisonii) que normalmente solo crece más al sur. La costa de México aquí es húmeda - más de 2500 mm/año de lluvia. En la zona se encuentran cuatro humedales RAMSAR de importancia internacional y una Reserva de la Biosfera de la UNESCO ( Reserva de la Biosfera La Encrucijada). De particular importancia son la gran variedad de aves permanentes y migratorias de la zona.

## Ubicación y descripción
Los sitios de manglares de esta ecorregión corren casi continuamente a lo largo de un tramo de 260 km de la Planicie Costera del Pacífico, a lo largo del estado de Chiapas y extendiéndose hacia el sureste de Oaxaca. Esta llanura, que incluye la región del  Soconusco, se encuentra al pie de las montañas de la Sierra Madre de Chiapas y es mayormente plana.
La ecorregión incluye una serie de grandes lagunas costeras, separadas del océano por islas barrera. Entre ellas se encuentran, de oeste a este
- Laguna Superior y Laguna Inferior, que se encuentran al sureste de Tehuantepec en Oaxaca.
- Mar Muerto, una gran laguna en los estados de Oaxaca y Chiapas con una superficie de 720 km2. Está conectado con el mar por la Boca de Tonalá, una ensenada de 1,3 km de longitud en su extremo sureste. Su profundidad varía de 1 a 3,6 metros.[4]
- La Joya-Buenavista, un sistema lagunar poco profundo y rico en nutrientes que se encuentra al este de Mar Muerto en Chiapas. Tiene una superficie de 47,5 km 2, compuesta por tres lagunas interconectadas: La Joya, Cabeza de Toro y Buenavista. Está conectado con el mar por el Canal San Marcos dragado de 2,4 km, que conecta las lagunas con la ensenada costera de Boca del Cielo.[4]
- Los Patos-Solo Dios, un sistema de lagunas pequeñas y poco profundas en Chiapas - Los Patos, El Mosquito, La Balona, Pampita - conectadas por angostos canales y humedales, con una superficie de 113 km 2.

Las entradas de agua dulce en las lagunas mexicanas procedentes de arroyos de tierras altas son muy estacionales, y las lagunas a menudo se vuelven hipersalinas durante la estación seca.
En los 50 km situados más al oeste, la ecorregión inmediatamente interior es la de los bosques secos del Pacífico Sur. Más al este y al sur, la ecorregión interior es la de los  bosques secos de América Central.
Los manglares de Tehuantepec-El Manchón son la subregión más septentrional de la ecorregión de manglares del Pacífico sur de Mesoamérica.

## Clima
El clima de la ecorregión es clima de sabana tropical - invierno seco (clasificación climática de Köppen (Aw)). Este clima se caracteriza por temperaturas relativamente uniformes durante todo el año y una estación seca pronunciada. El mes más seco tiene menos de 60 mm de precipitación y es más seco que el mes promedio.  La precipitación promedia 2.500-3.000 mm/año.

## Flora y fauna
Las especies arbóreas de mangle características de la región son el mangle rojo ( Rhizophora mangle ), el mangle blanco ( Laguncularia racemosa ), el mangle amarillo ( Rhizophora harrisonii ), el mangle negro ( Conocarpus erectus ) y el zapotón de agua ( Pachira aquatica ).

## Áreas protegidas
Las áreas protegidas oficialmente en esta ecorregión son:
- Sistema Estuarino Puerto Arista, humedal RAMSAR de importancia internacional.[7]
- Reserva de la Biosfera La Encrucijada, Reserva de la Biosfera de la UNESCO.
- Zona Sujeta a Conservación Ecológica Cabildo-Amatal, humedal RAMSAR de importancia internacional.[8]
- Sistema Estuarino Boca del Cielo . Reserva de tortugas marinas y humedal RAMSAR de importancia internacional.[9]
- Zona Sujeta a Conservación Ecológica El Gancho-Murillo . Un humedal RAMSAR de importancia internacional.[10]